# Хабаровськ I
Хабаровськ I (Хабаровськ-Перший, рос. Хабаровск I) — позакласна пасажирська залізнична станція Хабаровського регіону Далекосхідної залізниці, що знаходиться у центрі міста Хабаровськ Хабаровського краю.

## Опис
Хабаровськ I — позакласна пасажирська станція з великим обсягом вантажної роботи. Вона має у своєму складі приймальний парк для вантажних і пасажирських поїздів, вантажний парк Хабаровськ-Пристань, сортувальні колії. Тут є 117 стрілочних переводів, 107 з яких включені в електричну централізацію. Всі пасажирські та головні приймально-відправні колії для вантажних поїздів обладнані всіма необхідними пристроями для руху потягів в парному і непарному напрямку.
На станції 5 пасажирських платформ — 2 берегових (перша і п'ята) і 3 острівних (друга, третя, четверта); 7 пасажирських приймальних колій.
Тут знаходяться будівля поста електричної централізації, пункт технічного огляду вагонів, вагонно-пасажирське депо, 5-а хабаровська дистанція колії, дистанції електропостачання, сигналізації, зв'язку та обчислювальної техніки, база «Вагон-ресторанів».

## Потяги
З Хабаровська курсують цілорічні фірмові потяги:
- «Океан» до Владивостока
- «З5/36» до Благовещєнська
- «Юність» до Комсомольська-на-Амурі
- «Росія» до Москви.